# Pontus Karlsson
Pontus Karlsson (* 19. August 1983) ist ein schwedischer Fußballspieler. Der Mittelfeldspieler stieg 2009 mit Åtvidabergs FF in die Allsvenskan auf.
Sein jüngerer Bruder Christoffer (* 1988) ist ebenfalls als Profispieler aktiv, steht seit 2003 im Profiaufgebot des Åtvidabergs FF und kommt für dieses seit 2004 zum Einsatz. Beider Vater Mats Karlsson (* 1957) verbrachte den Großteil seiner Karriere, von der unterklassigen Degerfors IF kommend, ebenfalls beim Åtvidabergs FF und spielte mit diesem auch einige Jahre erstklassig.

## Werdegang
Karlsson entstammt der Jugend des Åtvidabergs FF. Für die Mannschaft debütierte er in der Zweitliga-Spielzeit 2000 und kam in seinen Anfangsjahren an der Seite von Imad Chhadeh, Daniel Hallingström und Mats Haglund in der Superettan zum Einsatz. In seinen ersten beiden Jahren im schwedischen Profifußball lediglich Ergänzungsspieler, gelang ihm in der Spielzeit 2004 der Durchbruch. Mit 14 Saisontoren war er bester vereinsinterner Torschütze. Damit platzierte er sich einerseits gemeinsam mit Andreas Alm und Kabba Samura an dritter Stelle der Torschützenliste der Liga hinter Stefan Bärlin und Dioh Williams, andererseits führte er den Klub ins Rennen um den Aufstieg in die erste Liga. Nach einer Serie erfolgloser Spiele zum Saisonende reichte es jedoch nur zum siebten Tabellenrang, der von Assyriska Föreningen belegte Relegationsplatz wurde um sechs Punkte verpasst.
In der folgenden Spielzeit konnte die Mannschaft um Karlsson in der Liga als Tabellenzehnter nicht an die Vorspielzeiten anknüpfen, war dafür jedoch im Landespokal erfolgreicher. Der Zweitligist erreichte das Endspiel, das jedoch gegen Djurgårdens IF mit einer 0:2-Niederlage verloren ging. Da der Kontrahent auch den Meistertitel gewann, zog Åtvidabergs FF in den UEFA-Pokal ein. Dort überraschte der Klub und kam – obwohl als einziger zweitklassiger Vertreter des Landes – am weitesten: Etzella Ettelbrück aus Luxemburg mit zwei Siegen sowie der seinerzeitige Tabellenführer der norwegischen Tippeligaen Brann Bergen aufgrund der Auswärtstorregel nach zwei Unentschieden wurden jeweils ausgeschaltet, erst der von Krassimir Balakow trainierte Schweizer Klub Grasshoppers Zürich war eine zu hohe Hürde.
Nach dem Ausflug in den Europapokal konzentrierte sich Karlssons Klub wieder auf die Meisterschaft, entsprechend erzielte er wieder einstellige Tabellenstände. Karlsson war dabei zunächst nicht mehr so erfolgreich als Torschütze, aufgrund seiner Torvorlagen war er dennoch jeweils an einer zweistelligen Anzahl an Toren beteiligt. In der Spielzeit 2009 war er jedoch erneut torgefährlichster Offensivspieler seines Klubs, mit acht Saisontoren überflügelte er Kristian Bergström, Jesper Arvidsson, Daniel Hallingström, Viktor Prodell und Oscar Möller. Damit war er einer der Garanten, das der zweifache Meister als Tabellenzweiter hinter Mjällby AIF in die Allsvenskan zurückkehrte. Dort gehörte er jedoch unter anderem auch verletzungsbedingt nicht mehr zur Stammmannschaft und konnte so den direkten Wiederabstieg nicht vermeiden. Im Sommer 2011 verlieh ihn der Klub schließlich an den Kooperationspartner BK Kenty in die viertklassige Division 2.